# Skarntyde
Skarntyde (Conium maculátum) er en op til 250 centimeter høj urt, der hører til skærmblomstfamilien (Apiaceae), ligesom fx gulerod og bjørneklo. Den blomstrer med hvide blomster i juni og juli. Planten er temmelig almindelig i Danmark, hvortil den formentlig er indført af munke. Skarntyde er meget giftig og har været brugt som lægemiddel til udvortes brug.

## Udbredelse
Skarntyde er hjemmehørende i middelhavsregionen og i Vestasien og senere spredt med kulturen til store dele af det øvrige Europa, Nordafrika og Asien. Desuden er den indslæbt til Nord- og Sydamerika og New Zealand. Den ynder fugtig og næringsrig jord, der jævnligt forstyrres. I Danmark oftest ved beboelser, i grøftekanter, på strandvolde og ruderater.

## Beskrivelse
Stænglen er glat med blåligt skær og rødplettet forneden (deraf navnet maculatum = plettet). Bladene er 3 eller 4 gange fjersnitdelte og ligner bladene fra vild kørvel, der også er blevet kaldt skarntyde. Planten er toårig og danner det første år en roset af blade. Året efter vokser et blomsterbærende skud frem. Planten har en ubehagelig lugt af muse-urin, der især kan lugtes på solvarme sommerdage eller når bladene gnides.

## Giftighed
Carl von Linné gav planten slægtsnavnet Conium, efter det græske ord "koneion" – den giftdrik af skarntydesaft, som i antikkens Grækenland blev benyttet til at eksekvere dødsdomme med. Filosoffen Sokrates blev eksempelvis dømt til at begå selvmord med skarntydesaft. Dens dødbringende egenskaber skyldes især de to alkaloider koniin og gamma-konicein.